# Jordbävningen i Nepal–Bihar 1934
Jordbävningen i Nepal–Bihar 1934 inträffade den 15 januari 1934 i Nepal och Bihar i Indien. Magnituden var 8,2, cirka 10 600 personer omkom.  